# Sphaerodactylus
Sphaerodactylus là một chi tắc kè sinh sống ở châu Mỹ. Chúng khác các loài tắc kè khác bởi kích thước nhỏ và tròn, hơn là các con ngươi mắt dọc và mỗi ngón chân kết thúc bằng một lòng bàn chân dính đơn và tròn (từ đó có tên chi là "ngón chân tròn"; Sphaero = tròn, dactylus = ngón chân). Tất cả các loài trong chi này là khá nhỏ, nhưng hai loài, S. ariasae và S. parthenopion, là rất nhỏ, và với chiều dài mõm-huyệt khoảng 1.6 cm (0.6 in)—là loài bò sát nhỏ nhất thế giới.

## Các loài
- Sphaerodactylus altavelensis
- Sphaerodactylus argivus
- Sphaerodactylus argus
- Sphaerodactylus ariasae: Tắc kè lùn Jaragua
- Sphaerodactylus armasi
- Sphaerodactylus armstrongi
- Sphaerodactylus asterulus
- Sphaerodactylus beattyi
- Sphaerodactylus becki
- Sphaerodactylus bromeliarum
- Sphaerodactylus caicosensis
- Sphaerodactylus callocricus
- Sphaerodactylus celicara
- Sphaerodactylus cinereus
- Sphaerodactylus clenchi
- Sphaerodactylus cochranae
- Sphaerodactylus copei
- Sphaerodactylus corticola
- Sphaerodactylus cricoderus
- Sphaerodactylus cryphius
- Sphaerodactylus darlingtoni
- Sphaerodactylus difficilis
- Sphaerodactylus docimus
- Sphaerodactylus dunni
- Sphaerodactylus elasmorhynchus
- Sphaerodactylus elegans
- Sphaerodactylus elegantulus
- Sphaerodactylus epiurus
- Sphaerodactylus fantasticus
- Sphaerodactylus gaigeae
- Sphaerodactylus gilvitorques
- Sphaerodactylus glaucus
- Sphaerodactylus goniorhynchus
- Sphaerodactylus graptolaemus
- Sphaerodactylus heliconiae
- Sphaerodactylus homolepis
- Sphaerodactylus inaguae
- Sphaerodactylus intermedius
- Sphaerodactylus kirbyi
- Sphaerodactylus klauberi
- Sphaerodactylus ladae
- Sphaerodactylus lazelli
- Sphaerodactylus leucaster
- Sphaerodactylus levinsi
- Sphaerodactylus lineolatus
- Sphaerodactylus macrolepis
- Sphaerodactylus mariguanae
- Sphaerodactylus microlepis
- Sphaerodactylus micropithecus
- Sphaerodactylus millepunctatus
- Sphaerodactylus molei
- Sphaerodactylus monensis
- Sphaerodactylus nicholsi
- Sphaerodactylus nigropunctatus
- Sphaerodactylus notatus
- Sphaerodactylus nycteropus
- Sphaerodactylus ocoae
- Sphaerodactylus oliveri
- Sphaerodactylus omoglaux
- Sphaerodactylus oxyrhinus
- Sphaerodactylus pacificus
- Sphaerodactylus parkeri
- Sphaerodactylus parthenopion: Tắc kè lùn quần đảo Virgin
- Sphaerodactylus parvus
- Sphaerodactylus perissodactylius
- Sphaerodactylus pimienta
- Sphaerodactylus plummeri
- Sphaerodactylus ramsdeni
- Sphaerodactylus randi
- Sphaerodactylus rhabdotus
- Sphaerodactylus richardi
- Sphaerodactylus richardsonii
- Sphaerodactylus roosevelti
- Sphaerodactylus rosaurae
- Sphaerodactylus ruibali
- Sphaerodactylus sabanus
- Sphaerodactylus samanensis
- Sphaerodactylus savagei
- Sphaerodactylus scaber
- Sphaerodactylus scapularis
- Sphaerodactylus schuberti
- Sphaerodactylus schwartzi
- Sphaerodactylus semasiops
- Sphaerodactylus shrevei
- Sphaerodactylus sommeri
- Sphaerodactylus sputator
- Sphaerodactylus storeyae
- Sphaerodactylus streptophorus
- Sphaerodactylus thompsoni
- Sphaerodactylus torrei
- Sphaerodactylus townsendi
- Sphaerodactylus underwoodi
- Sphaerodactylus vincenti
- Sphaerodactylus williamsi
- Sphaerodactylus zygaena